# Saint-Geniez-d’Olt
Saint-Geniez-d’Olt korábbi község Franciaország Okcitánia régiójában, Aveyron megyében. Lakosainak száma 2046 fő (2018. január 1.). Saint-Geniez-d’Olt Aurelle-Verlac, La Capelle-Bonance, Pierrefiche, Pomayrols, Prades-d’Aubrac, Sainte-Eulalie-d'Olt, Saint-Martin-de-Lenne és Saint-Saturnin-de-Lenne községekkel határos.
2016. január 1-jén Aurelle-Verlac korábbi községgel egyesült és az így létrejött Saint Geniez d’Olt et d’Aubrac új község része lett.

## Népesség
A település népessége az elmúlt években az alábbi módon változott:
| Lakosok száma | 2383 | 2287 | 2092 | 1988 | 1996 | 2034 | 1976 | 2041 | 2037 | 2046 |
|               | 1962 | 1968 | 1982 | 1990 | 2006 | 2008 | 2013 | 2015 | 2017 | 2018 |